# 阿尔卡·雅尼克

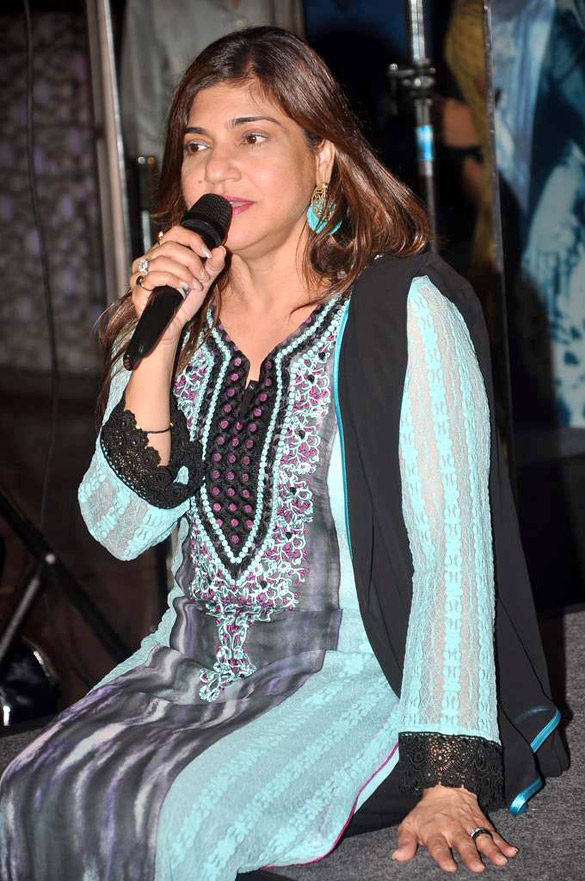
阿尔卡·雅尼克

阿尔卡·雅尼克 (Alka Yagnik，1966年3月20日—) 是一位印度寶萊塢印地語電影幕後代唱歌手，一千多部电影中有她的歌聲。她用25种语言唱了22,000多首歌曲。 她曾獲得两项印度國家電影獎以及七项印度電影觀眾獎。